# Mesnil-Saint-Père
Mesnil-Saint-Père è un comune francese di 423 abitanti situato nel dipartimento dell'Aube nella regione del Grand Est.

## Società

### Evoluzione demografica
Abitanti censiti